# Psalmopoeus pulcher
Psalmopoeus pulcher é uma espécie de aranha pertencente à família Theraphosidae (tarântulas).